# Storia dell'economia di Siracusa
L'economia di Siracusa è odiernamente suddivisa nei tre settori produttivi: primario, secondario e terziario; con la prevalenza di quest'ultimo rispetto agli altri due. La complessa e longeva storia di Siracusa ha influenzato notevolmente anche la sua vita economica: nell'antichità essa era una delle più vaste e ricche metropoli del Mediterraneo: a tal punto che si coniavano proverbi sulla ricchezza e sul benessere sociale dei siracusani.
Lo spartiacque può essere individuato nella conquista araba dell'878, che tolse a Siracusa il titolo di capitale della Sicilia, cancellò la sua secolare zecca monetaria e ne deportò gli antichi abitanti, vendendoli come schiavi in giro per il Mediterraneo. Da quel momento in avanti l'economia della città, così come i suoi vari settori sociali, fecero molta fatica a riprendersi. La città mutò pian piano il proprio volto, preparabdosi a divenire con l'epoca spagnola una poderosa e munita fortezza militare, isolata e quasi del tutto priva di commercio; situazione che si protarrà, immutata, almeno fino alla metà del XIX secolo.

## Nell'epoca moderna

### Nel XVI secolo

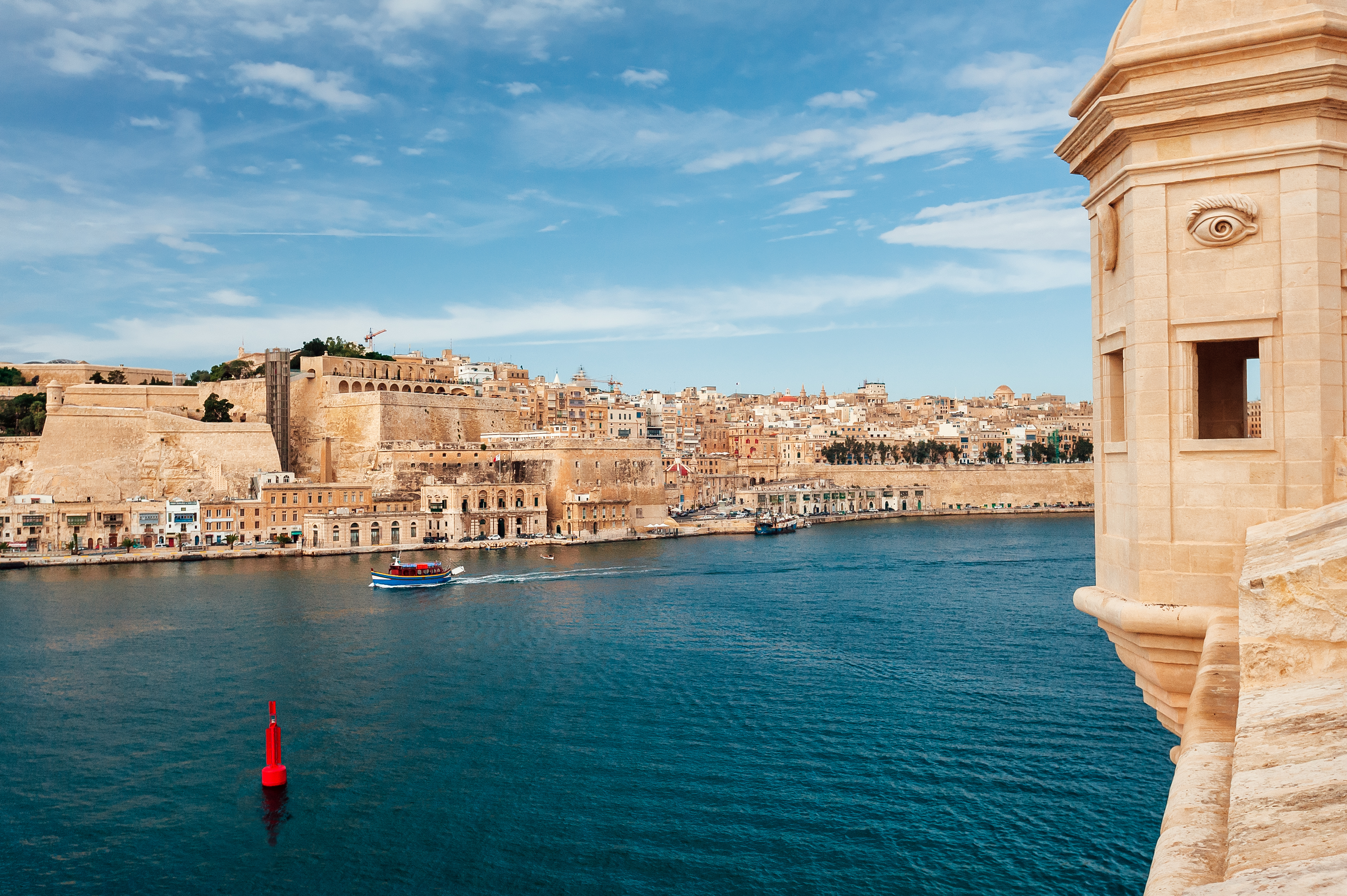
La città di Siracusa intrattenne sempre rapporti commerciali e politici vivacissimi con l'Ordine dei cavalieri di Malta, e quindi con i Maltesi

Sin dall'anno in cui l'Ordine gerosolimitano si era trasferito a Malta, nel 1530, Siracusa si era legata molto ai suoi componenti, soprattutto la sua economia risultava essere legata a essi, dato che Carlo V, per timore che la città venisse attaccata dai nemici della corona, le aveva impedito i liberi traffici portuali, concentrando piuttosto i suoi rapporti commerciali quasi esclusivamente con le flotte militari che erano alle sue dipendenze. Tra costoro un posto di prim'ordine lo occupavano proprio i cavalieri giovanniti.
In special modo, Siracusa e Malta intrattenevano uno stretto smercio per il vino: i cavalieri di Malta erano i maggiori acquirenti del vino aretuseo, e quelli che più lo apprezzavano; per tale motivo risulta significativo lo screzio che ebbero nel 1531 a causa di questa bevanda: i siracusani, a quel tempo, protestavano sul prezzo troppo basso con il quale dovevano vendere il proprio vino ai Maltesi (a fronte di quello troppo alto per l'importazione nel siracusano), arrivarono così a proibirne l'esportazione per l'isola di Malta. I cavalieri per tale motivo si adirarono e a loro volta proibirono a ciascun abitante maltese di importare vino siracusano (pena persino il carcere), mentre essi andavano a rifornirsi di vino nell'isola greca di Zante e aspettavano fiduciosi che i siracusani si sottomettessero al prezzo da loro stabilito: i cavalieri giovanniti sapevano che il commercio del vino rappresentava una fonte vitale per un'economia maltrattata, come lo era quella aretusea (tale situazione si accentuerà poi in futuro, arrivando a dire il conte Tommaso Gargallo che il vino per Siracusa, se ben sfruttato, era come l'oro per il Perù).
Difatti, i giovanniti avevano ragione: i siracusani cedettero ben presto e pregarono il Gran Maestro (che in quell'anno era Piero de Ponte, sostituto dell'appena defunto Philippe de Villiers de L'Isle-Adam) di revocare la proibizione nei loro confronti. Dopo di ciò, i rapporti con i Maltesi ripresero normalmente (un altro conflitto tra le due realtà geografiche, ben più grave di questo in quanto dettato da condizioni politiche, si verificherà nel Seicento).

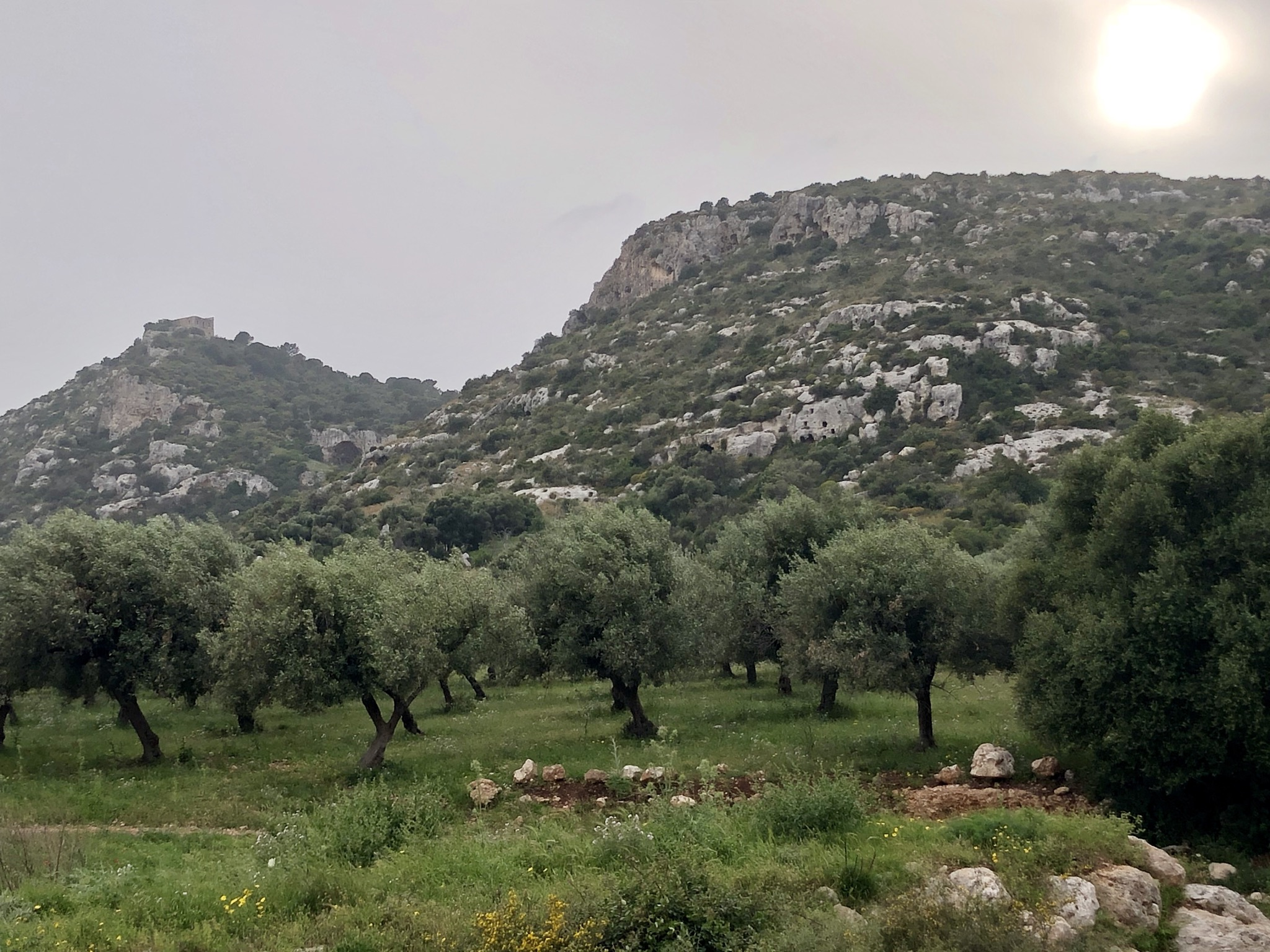
Alberi di olive nei pressi di Cassibile

Oltre il vino, l'economia siracusana di quei decenni si basava sull'esportazione di cereali, frutta (secca e agrumi) e olio. Poi vi era l'economia bellica della città; tutt'altra faccenda, per la quale Siracusa appariva come il principale punto di rifornimento delle truppe: dal cibo al ferro (ciò sarà particolarmente evidente durante l'arrivo della Sublime Porta ai confini aretusei).
Fiorente in quegli anni la produzione di canna da zucchero: Carlo V dal siracusano la spedì nelle sue terre americane; stessa cosa fece con il cotone. Ciò però comportò un ulteriore impoverimento per l'economia siciliana, dato che d'ora in avanti la manodopera e il commercio di tali piantagioni si spostava nei Reinos de Indias. Tuttavia, dalle Americhe gli spagnoli portarono in Sicilia anche tante novità: Siracusa conobbe le patate, il mais, il pomodoro, il tabacco e il cacao: le fave di cacao ebbero parecchia fortuna nelle terre aretusee, visto che nel mercato spagnolo di Cadice «el cacao de Siracusa» veniva nominato tra la merce preziosa. Il cioccolato, portato in Europa per la prima volta da Hernán Cortés, nel siracusano continuò a essere preparato secondo la maniera della civiltà azteca, sua inventrice (la famiglia aretusea dei Bonajuto, giunta da Valencia nel XIII secolo, che contava tra i suoi esponenti signori feudali e cavalieri giovanniti, si trasferirà nel Settecento a Modica, dando origine al celebre cioccolato omonimo).

### Nel XIX secolo
Nel XIX secolo Siracusa non disponeva di notevoli risorse economiche: né industriali né commerciali. Il suo principale sbocco era dato dal mercato inglese, soprattutto di contrabbando, dell'isola di Malta.

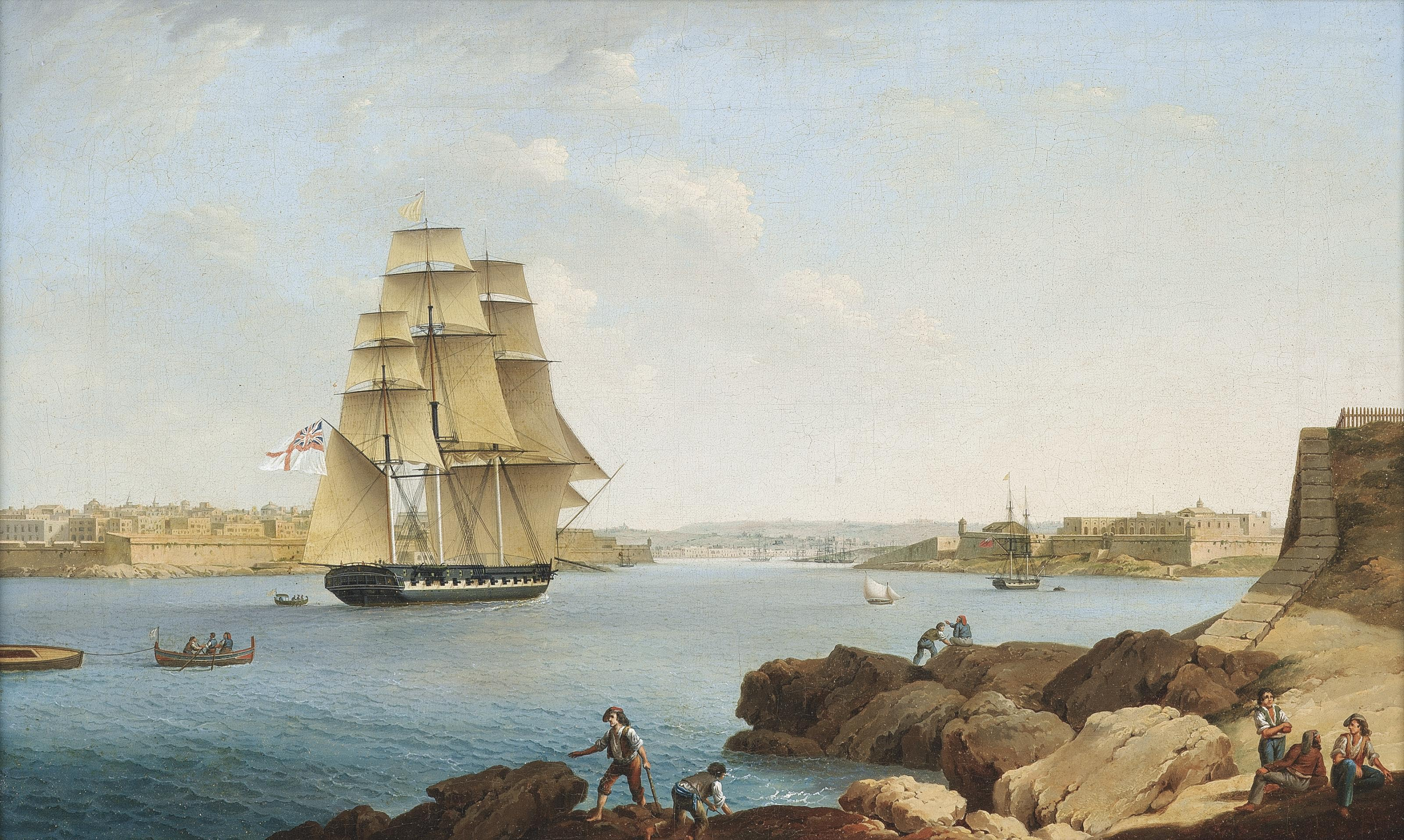
La Malta colonia della Gran Bretagna in un dipinto di Anton Schranz (XIX secolo)

Agli inglesi di Malta conveniva vendere la loro merce nel siracusano, non solo per la vicinanza fisica ma anche per evitare i dazi che avrebbero altrimenti trovato negli altri porti siciliani (eccettuato il porto franco di Messina). Nonostante questo mercato illegale, va comunque notato che la Siracusa borbonica era una delle tre sole dogane siciliane di prima classe adibite all'importazione estera (con lei vi erano Catania e Messina), solo che, ufficialmente, il suo porto non era frequentato dalle navi battenti bandiera britannica, poiché queste andavano a smerciare, almeno sulla carta, unicamente nel porto franco messinese (per evitare la tassazione).
Se si esclude il commercio di contrabbando con la Malta inglese (che dominava ampiamente la sua economia marittima), Siracusa, in sfregio alle dimensioni generose del suo porto naturale, non commerciava praticamente con nessuno che provenisse dal mare aperto; ciò le accadeva per due peculiari motivi: anzitutto continuava ad affliggerla la sua fattezza di base militare (mura, bastioni, fossati e soldati non incoraggiavano il libero scambio), inoltre la concorrenza degli altri porti siciliani a lei più vicini (il giovane porto di Catania e lo sperimentato porto franco peloritano) contribuivano alla sua emarginazione.). In sostanza, i siracusani dovevano accontentarsi di avere un traffico marittimo detto di cabotaggio, cioè sottocosta, che essi svilupparono più che altro verso Messina (non considerando in questa dissertazione il nero di Malta).
I siracusani avevano già fatto diverse richieste per ottenere anch'essi il porto franco, ma per ovvie ragioni militari era sempre stato loro negato dai vari governi. L'ultima richiesta in tal senso l'avevano fatta gli inglesi durante le guerre napoleoniche: per agevolare le truppe d'occupazione di Sua Maestà Britannica avevano domandato ai Borbone l'istituzione del porto franco a Milazzo, Augusta e Siracusa (ovvero i luoghi dove l'Inghilterra, avversaria di Napoleone, teneva i suoi soldati), ma non ottennero il permesso.
Gli inglesi smerciavano con i siciliani rum, spezie, caffè e cacao, che giungevano dai loro possedimenti coloniali, e poi materiali industriali già finiti come ferro, piombo, rame e stoffe. I siracusani a loro volta davano alle navi britanniche prodotti agroalimentari come limoni (e varie sue lavorazioni culinarie), pasta di liquirizia, olio d'oliva, pesce, oltre a prodotti della lavorazione artigianale derivati dalla canapa.
Per quel che concerne il menzionato vino di Siracusa, specialmente il suo moscato, esso era molto rinomato in Europa; numerose le citazioni storiche al riguardo: ad esempio, l'archeologo tedesco Johann Joachim Winckelmann (ancora prima che si consolidasse la tappa di Siracusa nel Grand Tour) disse che nel suo viaggio tra Napoli e Taranto avrebbe brindato alle sue nuove scoperte con «il miglior vino di Siracusa». Tuttavia, nonostante l'ampia gamma di vini che si imbottigliavano nell'intera provincia siracusana e nonostante la loro buona reputazione, almeno nella prima metà dell'800 non vi era notevole esportazione vinicola. Si smerciava vino soprattutto con la Francia. Nella seconda metà dell'800, invece, crebbe l'esportazione del vino aretuseo, e l'acquirente principale divenne l'Inghilterra (gli inglesi preferivano un vino siracusano secco chiamato Isola, che prendeva il nome dal luogo nel quale veniva prodotto (l'Isola del Plemmirio, penisola della Maddalena).
Il territorio siracusano non possedeva rilevanti miniere di zolfo, che all'epoca era il prodotto più smerciato dai siciliani, i cui giacimenti si trovavano quasi tutti nel sottosuolo della Sicilia centrale, tra l'agrigentino, l'ennese e il nisseno; Siracusa era però sede degli uffici commerciali inglesi, nei quali si discuteva sulle zolfare e sull'esportazione del prezioso manufatto; ciò non la rese immune quando scoppiò la questione degli zolfi (essendo anche tra le primarie fortezze dell'isola, venne occupata dal rinforzo dei soldati borbonici, che erano minacciati dall'uso della forza da parte dell'Impero britannico).
Nei primi decenni borbonici l'area siracusana era isolatissima, poiché del tutto priva di strade; l'ammiraglio Cuthbert Collingwood, che durante l'occupazione aveva avuto il compito di difenderla via mare dai francesi, definì ciò che la circondava un deserto: niente strade rotabili, voleva significare niente commercio. Ciononostante, proprio Siracusa divenne negli anni pre-rivoluzionari del '48 la regione fisica della Sicilia con la più sviluppata rete stradale: «164 miglia su di un totale regionale di 477 miglia, pari al 35%» dell'intera rete siciliana; ciò fu il frutto sia di una posizione naturale privilegiata, essendo l'area siracusana in buona parte (43%) situata su una pianura costiera, e sia di un progetto dei cittadini aretusei più in vista che cercarono di farsi valere in un governo regionale che molto spesso li aveva lasciati indietro (poterono farlo anche grazie alla sollecitazione del mercato estero, che voleva investire su questo specifico territorio). Siracusa infatti voleva di più: desiderava collegarsi direttamente alla via degli zolfi che dalla Sicilia centrale dovevano lasciare l'isola via mare, ma come più tardi osserverà lo studioso Romualdo Bonfadini: «illusione è quella di Siracusa se crede di condurre al suo magnifico porto gli zolfi dei bacini del Salso» L'economia siracusana ancora una volta fece troppa fatica ad emergere e perse l'occasione di dare un più ampio respiro al suo sbocco marittimo.